# Manuel Melo
Manuel Melo é um actor e cantor português. Depois do inesquecível Girafa em Saber Amar, o actor participou em Doce Fugitiva, com um papel bastante diferente do anterior. Participou na segunda edição de A Tua Cara Não Me É Estranha. Entre 2012 e 2021 foi repórter de exteriores e ator no programa Somos Portugal.
Fez parte do elenco da novela Festa é Festa.
Paralelamente ao seu trabalho na televisão, continua com o seu percurso como cantor. Depois de lançar alguns singles nos últimos anos, prepara agora o seu primeiro álbum de originais, com lançamento marcado para o final de 2016. No seu site oficial www.manuelmelo.pt podemos ouvir não só as suas composições originais, como vários videos e fotografias dos seus espectáculos ao vivo.

## Formação Artística
Fez Parte do grupo infantil Onda Choc (Data Incerta)(Pensa-se que é de 1995/1996
Workshop "Ser um actor" por Raul Solnado, orientado por Patricia Vasconcelos, directora da Act.
Workshop de Casting para Cinema, orientado por Patrícia Vasconcelos na Act
Frequência do primeiro semestre no curso de Formação de Actores na Universidade Moderna
Estágio de 6 meses na Escola de Arte Dramática da República Checa – DAMU (Conservatório Local).
Convidado pelo C E M a participar num Intercâmbio Cultural a realizar na República Checa.
Frequência do Curso de Formação de Actores do Instituto de Artes e Espectáculo (I. A. E.)
Frequência da Escola de Artes Dramáticas de Teatro C E M (Centro de Estudos em  Movimento)
Participação no grupo amador escolar Vénus Kamikaze durante três anos com apresentações nos Recreios da Amadora, D. João V, teatro de rua, etc.

## Experiência Profissional Em Cinema
2006- 20-13 Purgatório, longa-metragem realizada por Joaquim Leitão, personagem Maciel, uma produção MGN Filmes
2006- Nitro, curta-metragem realizada por José Afonso Pimentel

## Em televisão
2002- Academia de Estrelas, concurso televisivo, uma produção Endemol para TVI. (neste âmbito teve formação na área de voz, movimento, representação, improvisação, actuação, ritmo, com vários workshops envolvendo teatro de máscaras, dança contemporânea entre outros).
2003 – Saber Amar, realização de Manuel Amaro da Costa, Gonçalo Mourão e Telma Meira, uma produção NBP para a TVI, personagem Girafa, elenco fixo.
2004 – Inspector Max, série realizada por Rodrigo Riccó, participação especial, uma produção Pipoca Entertainment para a TVI.
2004 – Baía das Mulheres, novela realizada por André Cerqueira e Lourenço Mello, elenco fixo, personagem Rui Vieira da Silva, uma produção NBP para a TVI.
2004- À Queima-Roupa, programa de entretenimento, apresentador, uma produção Media Capital Entertainment para TVI.
2005/ 2008-2009- Malucos do Riso, série de humor realizada por Jorge Marecos, elenco adicional, uma produção SP Filmes para SIC.
2005- Tudo Sobre... Saúde, programa de humor, produção Teresa Guilherme Produções para a RTP.
2006- Novos Aventureiros, programa de entretenimento, co-apresentador, uma produção Endemol para TVI.
2006- Doce Fugitiva, novela coordenada por Patrícia Sequeira, personagem Quaresma, uma produção Fealmar para TVI.
2007- A Bela e o Mestre, reality-show , reportagens de exteriores como repórter, produção TVI.
2007- Dança Comigo, concurso televisivo de dança, finalista na 3a edição que participou, produção Endemol para a RTP.
2007, Ainda bem que apareceste, concurso televisivo de improvisação, produzido por Fremantle, apresentado por Virgílio Castelo e Nilton,na RTP1.
2008- Sempre a Somar, concurso televisivo de entretenimento, como apresentador.
2008- Casos da Vida, telefilme " Pelas próprias mãos", produzido pela NBP, para a TVI, personagem "Necas".
2008- Há Festa no Hospital, programa de entretenimento, carácter solidário, produzido pela Sky Light para a TVI, como actor.
2012- "A Tua Cara Não Me É Estranha", concurso televisivo , uma produção Endemol para a TVI, onde interpretou vários artistas musicais, ficando em 4º Lugar na Final.
2012-2021 - "Somos Portugal", programa de entretenimento, transmitido pela TVI, primeiro como apresentador e daí em diante como repórter de exteriores e ator.
2019 - "Juntos em Festa", programa de entretenimento, transmitido pela TVI, onde foi repórter de exteriores.
2020 - "Nunca Desistir", programa de angariação de fundos da TVI para ajudar quem está a passar fome por causa da Covid-19, com participações especiais.
2020 - "A Tarde é Sua", programa de entretenimento das tardes da TVI, com participações especiais.
2020 - "Portugal na TVI", mega operação TVI realizada por 20 apresentadores em 20 cidades do país, apresentador a partir da Região Autónoma da Madeira.
2020 - "Somos Natal", programa especial emitido no dia 25 de dezembro de 2020, ator no papel de Noélio.
2021 - 2025 - "Festa é Festa", ator no papel de Jorge Festas.
2024 - "Congela", concurso da TVI, como concorrente 
2025 - "Big Brother Verão", reality-show da TVI, como concorrente.

## Filmografia
| Ano         | Projeto                                   | Papel                | Notas                          | Canal |
| 2001        | Filha do Mar                              | Campino              | Elenco Principal               | TVI   |
| 2002        | Academia de Estrelas                      | Ele Próprio          | Concorrente                    | TVI   |
| 2003        | Saber Amar                                | Óscar Vidal «Girafa» | Elenco Principal               | TVI   |
| 2004        | Inspetor Max                              | Pedro Gomes          | Ator Convidado                 | TVI   |
| 2004 - 2005 | Baía das Mulheres                         | Rui Vieira da Silva  | Elenco Principal               | TVI   |
| 2004        | À Queima-Roupa                            | Ele Próprio          | Apresentador                   | TVI   |
| 2005        | Compadre Inácio                           |                      |                                | TVI   |
| 2005        | Os Malucos nas Arábias                    | Vários Papéis        | Ator, em rábulas humorísticas  | SIC   |
| 2005        | Malucos na Praia                          | Vários Papéis        | Ator, em rábulas humorísticas  | SIC   |
| 2005        | Malucos e Filhos                          | Vários Papéis        | Ator, em rábulas humorísticas  | SIC   |
| 2005        | Tudo Sobre... Saúde                       | Vários Papéis        | Ator, em rábulas humorísticas  | RTP1  |
| 2006        | Novos Aventureiros                        | Ele Próprio          | Apresentador com Iva Domingues | TVI   |
| 2006 - 2007 | Doce Fugitiva                             | Quaresma             | Elenco Principal               | TVI   |
| 2007        | A Bela e o Mestre                         | Ele Próprio          | Repórter                       | TVI   |
| 2007        | Dança Comigo                              | Ele Próprio          | Concorrente                    | RTP1  |
| 2007        | Ainda Bem Que Apareceste                  | Ele Próprio          | Concorrente                    | RTP1  |
| 2008        | Sempre a Somar                            | Ele Próprio          | Apresentador                   | TVI   |
| 2008        | Casos da Vida                             | Necas                | Elenco Principal               | TVI   |
| 2008        | Malucos no Hospital                       | Vários Papéis        | Ator, em rábulas humorísticas  | SIC   |
| 2009        | Novos Malucos do Riso                     | Vários Papéis        | Ator, em rábulas humorísticas  | SIC   |
| 2009        | Camilo - O Presidente                     | Fábio Júnior         | Elenco Adicional               | SIC   |
| 2009        | Um Lugar para Viver                       | Recluso              | Elenco Adicional               | RTP1  |
| 2009        | Olha Quem Dança                           | Ele Próprio          | Concorrente                    | RTP1  |
| 2011        | Boa Tarde                                 | Vários Papéis        | Ator, em rábulas humorísticas  | SIC   |
| 2012        | A Tua Cara Não Me É Estranha (2.ª edição) | Ele Próprio          | Concorrente                    | TVI   |
| 2012 - 2021 | Somos Portugal                            | Ele Próprio          | Apresentador                   | TVI   |
| 2012 - 2021 | Somos Portugal                            | Vários Papéis        | Ator, em rábulas humorísticas  | TVI   |
| 2020        | A Tarde É Sua                             | Vários Papéis        | Ator, em rábulas humorísticas  | TVI   |
| 2020        | Portugal na TVI                           | Ele Próprio          | Apresentador                   | TVI   |
| 2020        | Dia de Cristina                           | Manel                | Participações humorísticas     | TVI   |
| 2021 - 2025 | Festa É Festa                             | Jorge Festas         | Elenco Principal               | TVI   |
| 2023        | Toda a Gente Me Diz Isso                  | Paulino              | Participante                   | TVI   |
| 2024        | Congela                                   | Ele Próprio          | Concorrente                    | TVI   |
| 2025        | Big Brother Verão                         | Ele Próprio          | Concorrente                    | TVI   |

## Em publicidade e locuções
2007- Campanha publicitária para o BES
2006- Campanha publicitária para a Sumol
2004- Campanha publicitária para a marca de gelados Olá.
Desde 2003 tem feito diversas locuções e dobragens para rádio e televisão, até à data de hoje.

## A Tua Cara Não Me É Estranha - 2012
Em 2012 tem o seu aguardado regresso a televisão com uma participação na segunda temporada ou Especial de A Tua Cara Não Me É Estranha.
Na primeira gala de A Tua Cara Não Me É Estranha imitou Boss AC com a musica “Sexta-feira (Emprego Bom Já)” ficou em terceiro lugar com 16 pontos.
Na segunda gala da A Tua Cara Não Me É Estranha imitou Chris Martin dos Coldplay com a musica (Paradise). Ficou em quinto lugar com 13 pontos. Ficando na classificação geral também em quinto lugar com 29 pontos. Na terceira gala imitou Tony Carreira com Sonhos de menino ficou em setimo lugar com 13 pontos, ficando na classificação geral com 42 pontos. Na Quarta gala imitou Adam Levine dos Maroon 5 com Moves Like Jagger ficou em quarto lugar com 14 pontos, ficando na classificação geral com 56 pontos. Na quinta gala de A Tua Cara Não Me É Estranha imitou Natalie Imbruglia passa musica em (Torn) ficou Segundo lugar com 18 pontos, ficando na classificação geral com 74 pontos. Na Sexta Gala o manuel melo fez Mick Jagger dos The Rolling Stones la canção em (I Can't Get No) Satisfaction ficou sexto de lugar com 12 pontos, ficando na classificação geral com 86 pontos.  NA Setima Gala   imitou o Gabriel o Pensador com a musica  2345meia78 ficando em quarto lugar com 16 pontos, ficando na classificação geral com 102 pontos. Na Oitava gala imitou  Ruth Marlene com a musica A Moda Do pisca-pisca ficando em sexto lugar 13 pontos, ficando na classificação geral com 115 pontos. NA Semifinal  imitou Bruce Springsteen com "Born in the USA" ficando em segundo lugar com 20 pontos, ficando na classificação geral com 135 pontos. Na final imitou  Robbie Williams com a musica Rock DJ ficando em quarto lugar 16 pontos. No especial A Tua Cara Não Me É Estranha imitou  George Michael com "Freedom! '90" ficando em  oitavo lugar 10 pontos.
|             | Galas      |            |            |            |            |            |            |            |            |            |            |            |
|             | 1ª         | 2ª         | 3ª         | 4ª         | 5ª         | 6ª         | 7ª         | 8ª         | 9ª         | Total      | Final      | Especial   |
| Concorrente | Resultados | Resultados | Resultados | Resultados | Resultados | Resultados | Resultados | Resultados | Resultados | Resultados | Resultados | Resultados |
| Manuel      | 3º Lugar   | 5º Lugar   | 7º Lugar   | 4º Lugar   | 2º Lugar   | 6º Lugar   | 4º Lugar   | 6º Lugar   | 2º Lugar   | Finalista  | 4º Lugar   | 8º Lugar   |